# Ryu (Street Fighter)
Ryu (リュウ Ryū, được viết là 隆 trong bản Street Fighter đầu tiên) là một nhân vật trò chơi điện tử được tạo ra bởi Capcom. Ryu là nhân vật chính của loạt trò chơi đối kháng nổi tiếng Street Fighter.
Xuất hiện đầu tiên trong trò chơi Street Fighter, Ryu là nhân vật chính cùng người bạn của mình là Ken tham dự cuộc đấu Street Figher. Ryu là người tập trung cao độ vào việc tập luyện, nhằm trở thành người mạnh mẽ nhất mà mình có thể. Chính sức mạnh của mình đã khiến Ryu trở thành mục tiêu săn đuổi của các tập đoàn tội ác.
Ryu là nhân vật chính của loạt trò chơi Street Fighter và cũng xuất hiện trong tất cả các trò chơi liên quan, cũng như trong một số phim hoạt hình (anime), truyện tranh (manga) và trong bộ phim được thực hiện năm 1994.

## Ngoại hình
Trong trò chơi Street Fighter đầu tiên, Ryu mặc một bộ đồng phục tập luyện màu trắng rách nát, đeo dải buộc đầu (tiếng Nhật là hachimaki) màu đỏ (mà theo phim hoạt hình Street Fighter Alpha: The Animation, dải buộc đầu này là do Ken tặng), đôi găng tay và đôi giày màu đỏ.
Trong Street Fighter II, Ryu được thiết kế trông có vẻ già hơn, với mái tóc nâu, găng tay màu nâu và dải buộc đầu (hachimaki) màu đỏ. Trong loạt trò chơi Alpha, Ryu được trở về ngoại hình trông giống như phiên bản đầu tiên.
Trong Street Fighter III, Ryu có mái tóc màu đen và có sự biến đổi trên khuôn mặt để thể hiện sự già dặn. Còn trong Street Fighter IV, nhân vật này được thiết kế "ở giữa" II và III, tức là trông trưởng thành hơn Street Fighter II nhưng kém hơn Street Figher III.

## Xuất hiện

### Loạt trò chơi Street Fighter
Ryu ra mắt lần đầu trong trò chơi đầu tiên của loạt game, Street Fighter với vai trò là nhân vật chính và là nhân vật có thể điều khiển. Cùng với đối thủ và cũng là người bạn học, Ken (Ryu và Ken cùng nhau tập võ với cùng một sư phụ là Gouken), Ryu đã tham gia giải đấu để kiểm tra sức mạnh của mình khi chiến đấu với đương kim vô địch của giải là Sagat.
Lần xuất hiện tiếp theo là tại Street Fighter II. Sau khi đánh bại Sagat, Ryu tham gia một giải đấu lần thứ hai. Trong phần cuối của trò chơi, Ryu chiến thắng giải đấu khi đánh bại Sagat và M. Bison và nhanh chóng rời đi để tìm kiếm thử thách mới, để lại đoạn trích "Chiến đấu là tất cả" ("The Fight Is Everything"). Đoạn kết này cho thấy rằng Ryu là một chiến binh lang thang.
Cuộc đời của Ryu và nhiều nhân vật khác đều được tiết lộ nhiều hơn trong loạt trò chơi Street Fighter Alpha. Trong trò chơi đầu tiên, Street Fighter Alpha: Warriors' Dream, Ryu đối đầu với đối thủ chính ở trò chơi đầu tiên, Sagat. Trong Street Fighter Alpha 2, Ryu tìm kiếm để đối đầu với Akuma (ở Nhật là Gouki), người em trai của Gouken, sư phụ của anh và cũng là kẻ thù đã giết chết Gouken. Sau trận đấu, Akuma tiết lộ rằng Ryu đang có trong người mình một "tâm thức ác quỷ" hay "Satsui no Hadou", thứ sức mạnh mà Akuma đang sử dụng và biến hắn thành quỷ. Điều này làm xuất hiện một nhân vật Ryu khác sử dụng sức mạnh này, được gọi là Evil Ryu. Trong Street Fighter Alpha 3, Ryu bị lùng bắt bởi Bison. Với sự giúp đỡ của Sagat và Sakura, Ryu đã đánh bại được Bison.
Ryu và Ken tái xuất hiện trong Street Fighter III, với nhân vật mới là Alex đóng vai trò là nhân vật chính. Trong loạt trò chơi này, Ryu có quan hệ thân thuộc với một số nhân vật mới, chẳng hạn như trở thành bạn của Hugo hoặc học trò của Oro. Ryu xuất hiện trong Street Fighter IV, lấy bối cảnh sau Street Fighter II nhưng trước Street Fighter III.
Ryu cũng xuất hiện trong các loạt trò chơi có liên quan đến Street Fighter, chẳng hạn như Street Fighter EX được thiết kế bởi Akira.
Nhân vật Evil Ryu xuất hiện trong Street Fighter Alpha, các loạt trò chơi liên quan gồm Street Fighter EX, và Capcom vs SNK. Nhân vật này mặc một bộ đồng phục tập luyện mày xám và có đôi mắt màu đỏ.

### Những trò chơi khác
Ryu cũng xuất hiện trong các loạt trò chơi có liên kết với các công ty khác của Capcom, chẳng hạn như Marvel vs. Capcom, SNK vs. Capcom, Namco x Capcom và Tatsunoko vs. Capcom: Ultimate All-Stars. Nhân vật này cũng xuất hiện trong Super Puzzle Fighter II Turbo, một trò chơi đố và Super Gem Fighter Mini Mix. Ryu là nhân vật có thể điều khiển trong hai trò chơi đối kháng Marvel vs. Capcom 3: Fate of Two Worlds và Street Fighter X Tekken. Ryu và Chun-Li là hai nhân vật xuất hiện trong tất cả các trò chơi hợp tác của Capcom.

## Trong các tác phẩm truyền thông
Cũng như trong trò chơi, Ryu cũng là nhân vật chính của tất cát các phim hoạt hình (anime) được sản xuất dực trên loạt trò chơi Street Fighter, đầu tiên là Street Fighter II: The Animated Movie (1994), tiếp theo đó là hai phim hoạt hình Street Fighter Alpha: The Animation (1999) và Street Fighter Alpha: Generations (2005). Nhân vật này cũng xuất hiện trong loạt chương trình TV Street Fighter II V của Nhật (1995).
Trong phim Street Fighter sản xuất năm 1994, vai Ryu được đóng bởi diễn viên Byron Mann. Trong bộ phim 2009 Street Fighter: The Legend of Chun-Li, Ryu được nhắc đến là một đấu sĩ người Nhật tham dự giải đấu.

## Đón nhận
Ryu, dĩ nhiên, là một trong những nhân vật phổ biến nhất và đáng nhớ nhất của Street Figher. IGN xếp nhân vật này ở vị trí đầu tiên trong "Top 25 Nhân vật của Street Fighter" với lời nhận xét: "Ryu là hình mẫu của sự đức hạnh mộc mạc trong các nhân vật. Bộ đồ trắng, găng màu tối, dải buộc màu đỏ cho thấy một chút cảm giác về màu sắc, và chỉ có thế. Nó hiếm gặp, và khi bạn nghĩ đến nó, là khi bạn thấy một hình mẫu đẹp và trở thành một biểu tượng".
GameDaily xếp Ryu ở vị trí thứ hai trong danh sách "Top 20 Nhân vật Street Fighter của mọi thời đại". Cũng trên GameDaily, Robert Workman xếp Ryu ở vị trí thứ 6 cùng với Ken và nhận xét "thật khó để chọn một trong những chiến binh của thế giới này". Ryu xếp thứ 71 trong "Top 100 Người hùng của mọi thời đại".
Tháng 2 năm 1992, tạp chí Gamest của Nhật xếp Ryu ở vị trí thứ 3 trong Nhân vật Tốt nhất năm 1991. Ngày 30 tháng 1 năm 1997, tạp chí này xếp Ryu ở vị trí 13 trong top 50 nhân vật năm 1996. Anh đồng thời cũng xếp ở vị trí số một trong top 20 nhân vật năm 2008 của tạp chí Arcadia.
Trong bài viết "56 nhân vật của Marvel vs. Capcom 2" của GameRadar, Ryu được miêu tả là "trái tim và linh hồn của loạt trò chơi Street Fighter" và "có thể là nhân vật trò chơi điện tử đối kháng được biết đến nhiều nhất trên thế giới".
Trong bài viết "Tình yêu Vĩ đại" ("Great Loves") của GameSpot, Ryu được miêu tả là "một trong những người đàn ông độc lập nhất trong thế giới trò chơi điện tử". GameSpot cũng đề cao nhân vật này trong bài viết "Những người hùng trong trò chơi điện tử vĩ đại nhất mọi thời đại".
UGO.com xếp dải buộc đầu của Ryu ở vị trí thứ 26 trong danh sách "những cái mũ sắt và khăn đội đầu đẹp nhất trong trò chơi điện tử".
Trong trò chơi Street Fighter IV và Super Street Fighter IV, Ryu là nhân vật chủ yếu của Umehara Daigo, game thủ Street Fighter vĩ đại nhất. Daigo, điều khiển Ryu đã giành chiến thắng tại EVO 2009, EVO 2010 và nhiều giải đấu khác.